# Jason Bourne
Jason Bourne (/bɔːrn/) là nhân vật chính trong một loạt tiểu thuyết và các bộ phim chuyển thể tiếp theo. Nhân vật được tạo ra bởi tiểu thuyết gia Robert Ludlum. Anh xuất hiện lần đầu trong tiểu thuyết The Bourne Identity (1980), được chuyển thể cho truyền hình vào năm 1988. Tiểu thuyết được chuyển thể thành phim truyện cùng tên vào năm 2002 và có sự tham gia của Matt Damon trong vai chính.
Nhân vật này ban đầu xuất hiện trong ba cuốn tiểu thuyết của Ludlum, phát hành từ năm 1980 đến năm 1990, tiếp theo là mười một cuốn tiểu thuyết do Eric Van Lustbader viết từ năm 2004 đến năm 2019, và ba cuốn tiểu thuyết của Brian Freeman kể từ năm 2020. Cùng với bộ phim đầu tiên, Jason Bourne cũng xuất hiện trong ba bộ phim tiếp theo The Bourne Supremacy (2004), The Bourne Ultimatum (2007) và Jason Bourne (2016), với Damon lại đóng vai chính. Jeremy Renner đóng vai chính trong bộ phim thứ tư của loạt phim, The Bourne Legacy, phát hành vào tháng 8 năm 2012.Damon tuyên bố trong các cuộc phỏng vấn rằng anh sẽ không làm một bộ phim Bourne nào khác nếu không có Paul Greengrass, người đã đạo diễn phần hai và phần ba. Greengrass đã đồng ý chỉ đạo Damon trong phần thứ năm của loạt phim. Greengrass đồng viết kịch bản với biên tập viên Christopher Rouse.
Bourne là một cựu đặc vụ CIA bị mất trí nhớ, đang tìm cách tìm hiểu danh tính và quá khứ của mình. Khởi đầu là kể về câu chuyện của Bourne, người tỉnh dậy ở một bờ biển ở Địa Trung Hải với một vết thương ở đầu và không có ký ức về quá khứ của mình. Bourne dần dần nhớ lại quá khứ của mình và phát hiện ra rằng anh là một cựu đặc vụ CIA đã bị bỏ rơi, và là một nhân vật bị tổn thương, người đang cố gắng vượt qua quá khứ của mình.

## Thương hiệu và nhượng quyền
Thương hiệu Bourne bao gồm một số tiểu thuyết, phim, loạt phim truyền hình, trò chơi điện tử và một địa điểm du lịch, tất cả đều có một trong nhiều phiên bản của nhân vật Jason Bourne.

### Tiểu thuyết
- Tiểu thuyết của Robert Ludlum:
  - The Bourne Identity (1980)
  - The Bourne Supremacy (1986)
  - The Bourne Ultimatum (1990)
- Tiểu thuyết của Eric Van Lustbader:
  - The Bourne Legacy (2004)
  - The Bourne Betrayal (2007)
  - The Bourne Sanction  (2008)
  - The Bourne Deception  (2009)
  - The Bourne Objective  (2010)
  - The Bourne Dominion (2011)
  - The Bourne Imperative (2012)
  - The Bourne Retribution (2013)
  - The Bourne Ascendancy (2014)
  - The Bourne Enigma (2016)
  - The Bourne Initiative (2017)
  - The Bourne Nemesis (đình bản)
- Tiểu thuyết của Brian Freeman:
  - The Bourne Evolution (2020)
  - The Bourne Treachery (2021)
  - The Bourne Sacrifice (2022)

### Phim
- - The Bourne Identity (phim truyền hình 1988)
  - The Bourne Identity (2002)
  - The Bourne Supremacy (2004)
  - The Bourne Ultimatum (2007)
  - The Bourne Legacy (2012)
  - Jason Bourne (2016)
- Loạt phim truyền hình:	
  - Treadstone (2019)

### Khác
- Trò chơi Video:
  - The Bourne Conspiracy (2008)
- Phục vụ khách du lịch:
  - The Bourne Stuntacular (2020)